# Fußball-Europameisterschaft der Frauen 2025/Finalrunde
In der Finalrunde der Fußball-EM der Frauen 2025 wurden aus den acht besten Teams die Siegerinnen ermittelt. Durchgeführt wurden Viertelfinal-, Halbfinal- und Finalspiele vom 16. bis 27. Juli 2025.
Die Finalrunde wurde in den vier größten Stadien der Schweiz ausgetragen: In Basel, Genf und Zürich je zwei, in Bern eines.

## Turnierplan
|  | Viertelfinale | Viertelfinale |             |         | Halbfinale | Halbfinale |  |  | Finale | Finale |
|  |               |               |             |         |            |            |  |  |        |        |
|  | Schweden      | 2 (2)         |             |         |            |            |  |  |        |        |
|  | England       | E2 (3)E       |             |         |            |            |  |  |        |        |
|  | England       | E2 (3)E       | England     | V2V     |            |            |  |  |        |        |
|  |               |               | England     | V2V     |            |            |  |  |        |        |
|  |               | Italien       | 1           |         |            |            |  |  |        |        |
|  | Norwegen      | Italien       | 1           | 1       |            |            |  |  |        |        |
|  | Norwegen      |               |             | 1       |            |            |  |  |        |        |
|  | Italien       | 2             |             |         |            |            |  |  |        |        |
|  |               |               | England     | E1 (3)E |            |            |  |  |        |        |
|  |               | Spanien       | 1 (1)       |         |            |            |  |  |        |        |
|  | Frankreich    | 1 (5)         |             |         |            |            |  |  |        |        |
|  | Deutschland   | E1 (6)E       |             |         |            |            |  |  |        |        |
|  | Deutschland   | E1 (6)E       | Deutschland | 0       |            |            |  |  |        |        |
|  |               |               | Deutschland | 0       |            |            |  |  |        |        |
|  |               | Spanien       | V1V         |         |            |            |  |  |        |        |
|  | Spanien       | Spanien       | V1V         | 2       |            |            |  |  |        |        |
|  | Spanien       |               |             | 2       |            |            |  |  |        |        |
|  | Schweiz       | 0             |             |         |            |            |  |  |        |        |

V Sieg nach Verlängerung
E Sieg im Elfmeterschießen

## Viertelfinale

### Norwegen – Italien 1:2 (0:0)
| Norwegen                                                  | Norwegen | Italien | Italien | Aufstellung                        |
| --------------------------------------------------------- | --- | --- | ------- | ---------------------------------- |
| Norwegen                                                  | \| 1. Viertelfinale \| \| Mi., 16. Juli 2025 um 21:00 Uhr in Genf (Stade de Genève) \| \| Zuschauer: 26.276 \| \| Schiedsrichterin: Stéphanie Frappart ( Frankreich) (1) \| \| Spielbericht \| | \| 1. Viertelfinale \| \| Mi., 16. Juli 2025 um 21:00 Uhr in Genf (Stade de Genève) \| \| Zuschauer: 26.276 \| \| Schiedsrichterin: Stéphanie Frappart ( Frankreich) (1) \| \| Spielbericht \| | Italien | Aufstellung Norwegen gegen Italien |
| Norwegen                                                  | Cecilie Hauståker Fiskerstrand – Thea Bjelde (87. Emilie Woldvik), Maren Mjelde, Tuva Hansen, Guro Reiten – Lisa Naalsund, Frida Leonhardsen Maanum (64. Elisabeth Terland), Ingrid Syrstad Engen – Caroline Graham Hansen, Ada Hegerberg , Signe Gaupset Cheftrainerin: Gemma Grainger ( England) | Laura Giuliani – Lucia Di Guglielmo, Cecilia Salvai, Elena Linari – Elisabetta Oliviero, Arianna Caruso, Manuela Giugliano, Emma Severini (77. Giada Greggi), Barbara Bonansea (77. Michela Cambiaghi) – Cristiana Girelli (90.+2' Martina Piemonte), Sofia Cantore (90.+2' Martina Lenzini) Cheftrainer: Andrea Soncin | Italien | Aufstellung Norwegen gegen Italien |
| Norwegen                                                  | 1:1 Hegerberg (66.) | 0:1 Girelli (50.) 1:2 Girelli (90.) | Italien | Aufstellung Norwegen gegen Italien |
| Norwegen                                                  | Naalsund (23.) | Linari (58.), Soncin (59., Cheftrainer) | Italien | Aufstellung Norwegen gegen Italien |
| Norwegen                                                  | Hegerberg schießt Foulelfmeter rechts am Tor vorbei. (60.) | | Italien | Aufstellung Norwegen gegen Italien |
| Norwegen                                                  | Spielerin des Spiels: Cristiana Girelli (Italien) | | Italien | Aufstellung Norwegen gegen Italien |
| 1. Viertelfinale                                          | | |         |                                    |
| Mi., 16. Juli 2025 um 21:00 Uhr in Genf (Stade de Genève) | | |         |                                    |
| Zuschauer: 26.276                                         | | |         |                                    |
| Schiedsrichterin: Stéphanie Frappart ( Frankreich) (1)    | | |         |                                    |
| Spielbericht                                              | | |         |                                    |

### Schweden – England 2:2 n. V. (2:2, 2:0), 2:3 i. E.
| Schweden                                               | Schweden | England | England | Aufstellung                        |
| ------------------------------------------------------ | --- | --- | ------- | ---------------------------------- |
| Schweden                                               | \| 2. Viertelfinale \| \| Do., 17. Juli 2025 um 21:00 Uhr in Zürich (Letzigrund) \| \| Zuschauer: 22.397 (ausverkauft) \| \| Schiedsrichterin: Marta Huerta de Aza ( Spanien) (2) \| \| Spielbericht \| | \| 2. Viertelfinale \| \| Do., 17. Juli 2025 um 21:00 Uhr in Zürich (Letzigrund) \| \| Zuschauer: 22.397 (ausverkauft) \| \| Schiedsrichterin: Marta Huerta de Aza ( Spanien) (2) \| \| Spielbericht \| | England | Aufstellung Schweden gegen England |
| Schweden                                               | Jennifer Falk – Hanna Lundkvist (61. Smilla Holmberg), Nathalie Björn, Magdalena Eriksson, Jonna Andersson (106. Amanda Nildén) – Filippa Angeldahl, Kosovare Asllani (77. Lina Hurtig), Julia Zigiotti Olme – Johanna Rytting Kaneryd (106. Sofia Jakobsson), Stina Blackstenius (117. Rebecka Blomqvist), Fridolina Rolfö (77. Madelen Janogy) Cheftrainer: Peter Gerhardsson | Hannah Hampton – Lucy Bronze, Leah Williamson (106. Niamh Charles), Jessica Carter (70. Esme Morgan), Alex Greenwood – Ella Toone (70. Beth Mead), Keira Walsh (104. Grace Clinton), Georgia Stanway (70. Michelle Agyemang) – Lauren James, Alessia Russo, Lauren Hemp (77. Chloe Kelly) Cheftrainerin: Sarina Wiegman ( Niederlande) | England | Aufstellung Schweden gegen England |
| Schweden                                               | 1:0 Asllani (2.) 2:0 Blackstenius (25.) | 2:1 Bronze (79.) 2:2 Agyemang (81.) | England | Aufstellung Schweden gegen England |
| Schweden                                               | Elfmeterschießen | | England | Aufstellung Schweden gegen England |
| Schweden                                               | Angeldahl (gehalten) 1:1 Zigiotti Olme Eriksson (an den Pfosten) 2:1 Björn Falk (über das Tor) Jakobsson (gehalten) Holmberg (über das Tor) | 0:1 Russo James (gehalten) Mead (gehalten) Greenwood (gehalten) 2:2 Kelly Clinton (gehalten) 2:3 Bronze | England | Aufstellung Schweden gegen England |
| Schweden                                               | Zigiotti Olme (89.) | Agyemang (87.), Kelly (90.) | England | Aufstellung Schweden gegen England |
| Schweden                                               | 50. Länderspieltor von Kosovare Asllani | | England | Aufstellung Schweden gegen England |
| Schweden                                               | Spielerin des Spiels: Hannah Hampton (England) | | England | Aufstellung Schweden gegen England |
| 2. Viertelfinale                                       | | |         |                                    |
| Do., 17. Juli 2025 um 21:00 Uhr in Zürich (Letzigrund) | | |         |                                    |
| Zuschauer: 22.397 (ausverkauft)                        | | |         |                                    |
| Schiedsrichterin: Marta Huerta de Aza ( Spanien) (2)   | | |         |                                    |
| Spielbericht                                           | | |         |                                    |

### Spanien – Schweiz 2:0 (0:0)
| Spanien                                                     | Spanien | Schweiz | Schweiz | Aufstellung                       |
| ----------------------------------------------------------- | --- | --- | ------- | --------------------------------- |
| Spanien                                                     | \| 3. Viertelfinale \| \| Fr., 18. Juli 2025 um 21:00 Uhr in Bern (Stadion Wankdorf) \| \| Zuschauer: 29.734 \| \| Schiedsrichterin: Maria Sole Ferrieri Caputi ( Italien) (3) \| \| Spielbericht \| | \| 3. Viertelfinale \| \| Fr., 18. Juli 2025 um 21:00 Uhr in Bern (Stadion Wankdorf) \| \| Zuschauer: 29.734 \| \| Schiedsrichterin: Maria Sole Ferrieri Caputi ( Italien) (3) \| \| Spielbericht \| | Schweiz | Aufstellung Spanien gegen Schweiz |
| Spanien                                                     | Cata Coll – Ona Batlle, Irene Paredes , Laia Aleixandri, Olga Carmona (62. Leila Ouahabi) – Aitana Bonmatí, Patricia Guijarro, Alexia Putellas (90. Lucía García) – Mariona Caldentey (62. Athenea del Castillo), Esther González (77. Salma Paralluelo), Claudia Pina (77. Vicky López) Cheftrainerin: Montserrat Tomé | Livia Peng – Iman Beney (90. Alisha Lehmann), Viola Calligaris, Lia Wälti , Noelle Maritz, Nadine Riesen (74. Leila Wandeler) – Géraldine Reuteler, Noemi Ivelj (62. Alayah Pilgrim), Smilla Vallotto (90. Meriame Terchoun) – Ana-Maria Crnogorčević, Sydney Schertenleib (90. Riola Xhemaili) Cheftrainerin: Pia Sundhage ( Schweden) | Schweiz | Aufstellung Spanien gegen Schweiz |
| Spanien                                                     | 1:0 Athenea (66.) 2:0 Pina (71.) | | Schweiz | Aufstellung Spanien gegen Schweiz |
| Spanien                                                     | Aleixandri (25.) | Pilgrim (64.), Abbé (71., Teammanagerin), Wälti (72.), Crnogorčević (83.) | Schweiz | Aufstellung Spanien gegen Schweiz |
| Spanien                                                     | Maritz (90.+2', Notbremse) | | Schweiz | Aufstellung Spanien gegen Schweiz |
| Spanien                                                     | Caldentey schießt Foulelfmeter links am Tor vorbei (9.) Peng hält Foulelfmeter von Putellas (88.) | | Schweiz | Aufstellung Spanien gegen Schweiz |
| Spanien                                                     | Spielerin des Spiels: Aitana Bonmatí (Spanien) | | Schweiz | Aufstellung Spanien gegen Schweiz |
| 3. Viertelfinale                                            | | |         |                                   |
| Fr., 18. Juli 2025 um 21:00 Uhr in Bern (Stadion Wankdorf)  | | |         |                                   |
| Zuschauer: 29.734                                           | | |         |                                   |
| Schiedsrichterin: Maria Sole Ferrieri Caputi ( Italien) (3) | | |         |                                   |
| Spielbericht                                                | | |         |                                   |

### Frankreich – Deutschland 1:1 n. V. (1:1, 1:1), 5:6 i. E.
| Frankreich                                                | Frankreich | Deutschland | Deutschland | Aufstellung                              |
| --------------------------------------------------------- | --- | --- | ----------- | ---------------------------------------- |
| Frankreich                                                | \| 4. Viertelfinale \| \| Sa., 19. Juli 2025 um 21:00 Uhr in Basel (St. Jakob-Park) \| \| Zuschauer: 34.128 \| \| Schiedsrichterin: Tess Olofsson ( Schweden) (4) \| \| Spielbericht \| | \| 4. Viertelfinale \| \| Sa., 19. Juli 2025 um 21:00 Uhr in Basel (St. Jakob-Park) \| \| Zuschauer: 34.128 \| \| Schiedsrichterin: Tess Olofsson ( Schweden) (4) \| \| Spielbericht \| | Deutschland | Aufstellung Frankreich gegen Deutschland |
| Frankreich                                                | Pauline Peyraud-Magnin – Élisa De Almeida (112. Melween N’Dongala), Griedge Mbock Bathy (85. Alice Sombath), Maëlle Lakrar, Selma Bacha – Onema Grace Geyoro (112. Amel Majri), Oriane Jean-François, Sakina Karchaoui – Delphine Cascarino (76. Melvine Malard), Marie-Antoinette Katoto (76. Clara Matéo), Kadidiatou Diani (67. Sandy Baltimore) Cheftrainer: Laurent Bonadei | Ann-Katrin Berger – Franziska Kett (114. Selina Cerci), Rebecca Knaak, Janina Minge , Kathrin Hendrich, Sarai Linder (20. Sophia Kleinherne) – Klara Bühl, Sjoeke Nüsken, Elisa Senß (120. Sara Däbritz), Jule Brand (120. Linda Dallmann) – Giovanna Hoffmann (98. Lea Schüller) Cheftrainer: Christian Wück | Deutschland | Aufstellung Frankreich gegen Deutschland |
| Frankreich                                                | 1:0 Geyoro (15., Foulelfmeter) | 1:1 Nüsken (25.) | Deutschland | Aufstellung Frankreich gegen Deutschland |
| Frankreich                                                | Elfmeterschießen | | Deutschland | Aufstellung Frankreich gegen Deutschland |
| Frankreich                                                | Majri (gehalten) 1:2 Karchaoui 2:3 Malard 3:3 Baltimore 4:4 Jean-François 5:5 N'Dongala Sombath (gehalten) | 0:1 Minge 0:2 Dallmann 1:3 Knaak Däbritz (an die Latte) 3:4 Berger 4:5 Bühl 5:6 Nüsken | Deutschland | Aufstellung Frankreich gegen Deutschland |
| Frankreich                                                | Diani (19.), Lakrar (115.) | Wück (16., Cheftrainer), Brand (52.), Nüsken (75.), Kett (101.) | Deutschland | Aufstellung Frankreich gegen Deutschland |
| Frankreich                                                | Hendrich (13., Tätlichkeit) | | Deutschland | Aufstellung Frankreich gegen Deutschland |
| Frankreich                                                | Peyraud-Magnin hält Foulelfmeter von Nüsken (69.) | | Deutschland | Aufstellung Frankreich gegen Deutschland |
| Frankreich                                                | Spielerin des Spiels: Ann-Katrin Berger (Deutschland) | | Deutschland | Aufstellung Frankreich gegen Deutschland |
| 4. Viertelfinale                                          | | |             |                                          |
| Sa., 19. Juli 2025 um 21:00 Uhr in Basel (St. Jakob-Park) | | |             |                                          |
| Zuschauer: 34.128                                         | | |             |                                          |
| Schiedsrichterin: Tess Olofsson ( Schweden) (4)           | | |             |                                          |
| Spielbericht                                              | | |             |                                          |

## Halbfinale

### England – Italien 2:1 n. V. (1:1, 0:1)
| England                                                   | England | Italien | Italien | Aufstellung                       |
| --------------------------------------------------------- | --- | --- | ------- | --------------------------------- |
| England                                                   | \| 1. Halbfinale \| \| Di., 22. Juli 2025 um 21:00 Uhr in Genf (Stade de Genève) \| \| Zuschauer: 26.539 \| \| Schiedsrichterin: Ivana Martinčić ( Kroatien) (5) \| \| Spielbericht \| | \| 1. Halbfinale \| \| Di., 22. Juli 2025 um 21:00 Uhr in Genf (Stade de Genève) \| \| Zuschauer: 26.539 \| \| Schiedsrichterin: Ivana Martinčić ( Kroatien) (5) \| \| Spielbericht \| | Italien | Aufstellung England gegen Italien |
| England                                                   | Hannah Hampton – Lucy Bronze, Leah Williamson (85. Michelle Agyemang), Esme Morgan, Alex Greenwood (120.+1' Jessica Carter) – Ella Toone, Keira Walsh (106. Grace Clinton), Georgia Stanway (77. Chloe Kelly) – Lauren James (46. Beth Mead), Alessia Russo (85. Aggie Beever-Jones), Lauren Hemp Cheftrainerin: Sarina Wiegman ( Niederlande) | Laura Giuliani – Martina Lenzini (89. Julie Piga), Cecilia Salvai, Elena Linari, Lucia Di Guglielmo – Arianna Caruso, Manuela Giugliano (89. Giada Greggi), Barbara Bonansea (73. Emma Severini) – Elisabetta Oliviero, Cristiana Girelli (64. Martina Piemonte), Sofia Cantore (73. Michela Cambiaghi) Cheftrainer: Andrea Soncin | Italien | Aufstellung England gegen Italien |
| England                                                   | 1:1 Agyemang (90.+6') 2:1 Kelly (119.) | 0:1 Bonansea (33.) | Italien | Aufstellung England gegen Italien |
| England                                                   | Morgan (90.+2'), Mead (120.+4') | Giuliani (74.), Soncin (74., Cheftrainer), Linari (88.), Cambiaghi (90.+2') | Italien | Aufstellung England gegen Italien |
| England                                                   | Giuliani wehrt Foulelfmeter von Kelly ab (119.), die den Abpraller aber verwandelt | | Italien | Aufstellung England gegen Italien |
| England                                                   | Spielerin des Spiels: Chloe Kelly (England) | | Italien | Aufstellung England gegen Italien |
| 1. Halbfinale                                             | | |         |                                   |
| Di., 22. Juli 2025 um 21:00 Uhr in Genf (Stade de Genève) | | |         |                                   |
| Zuschauer: 26.539                                         | | |         |                                   |
| Schiedsrichterin: Ivana Martinčić ( Kroatien) (5)         | | |         |                                   |
| Spielbericht                                              | | |         |                                   |

### Deutschland – Spanien 0:1 n. V.
| Deutschland                                            | Deutschland | Spanien | Spanien | Aufstellung                           |
| ------------------------------------------------------ | --- | --- | ------- | ------------------------------------- |
| Deutschland                                            | \| 2. Halbfinale \| \| Mi., 23. Juli 2025 um 21:00 Uhr in Zürich (Letzigrund) \| \| Zuschauer: 22.432 \| \| Schiedsrichterin: Edina Alves Batista ( Brasilien) (6) \| \| Spielbericht \|                                                                                                 | \| 2. Halbfinale \| \| Mi., 23. Juli 2025 um 21:00 Uhr in Zürich (Letzigrund) \| \| Zuschauer: 22.432 \| \| Schiedsrichterin: Edina Alves Batista ( Brasilien) (6) \| \| Spielbericht \|                                                                                                  | Spanien | Aufstellung Deutschland gegen Spanien |
| Deutschland                                            | Ann-Katrin Berger – Carlotta Wamser, Sophia Kleinherne (97. Sydney Lohmann), Janina Minge , Rebecca Knaak, Franziska Kett – Jule Brand, Elisa Senß (114. Lea Schüller), Sara Däbritz (64. Linda Dallmann), Klara Bühl – Giovanna Hoffmann (86. Selina Cerci) Cheftrainer: Christian Wück | Cata Coll – Ona Batlle, Irene Paredes , María Méndez, Olga Carmona – Aitana Bonmatí, Patricia Guijarro, Alexia Putellas – Mariona Caldentey (103. Cristina Martín-Prieto), Esther González (68. Salma Paralluelo), Claudia Pina (77. Athenea del Castillo) Cheftrainerin: Montserrat Tomé | Spanien | Aufstellung Deutschland gegen Spanien |
| Deutschland                                            | 0:1 Bonmatí (113.) | | Spanien | Aufstellung Deutschland gegen Spanien |
| Deutschland                                            | Däbritz (17.) | González (20.), Patri (107.), Paralluelo (111.) | Spanien | Aufstellung Deutschland gegen Spanien |
| Deutschland                                            | Spielerin des Spiels: Aitana Bonmatí (Spanien) | | Spanien | Aufstellung Deutschland gegen Spanien |
| 2. Halbfinale                                          | | |         |                                       |
| Mi., 23. Juli 2025 um 21:00 Uhr in Zürich (Letzigrund) | | |         |                                       |
| Zuschauer: 22.432                                      | | |         |                                       |
| Schiedsrichterin: Edina Alves Batista ( Brasilien) (6) | | |         |                                       |
| Spielbericht                                           | | |         |                                       |

## Finale

### England – Spanien 1:1 n. V. (1:1, 0:1), 3:1 i. E.
| England                                                   | England | Spanien | Spanien | Aufstellung                       |
| --------------------------------------------------------- | --- | --- | ------- | --------------------------------- |
| England                                                   | \| Finale \| \| So., 27. Juli 2025 um 18:00 Uhr in Basel (St. Jakob-Park) \| \| Zuschauer: 34.203 \| \| Schiedsrichterin: Stéphanie Frappart ( Frankreich) (7) \| \| Spielbericht \| | \| Finale \| \| So., 27. Juli 2025 um 18:00 Uhr in Basel (St. Jakob-Park) \| \| Zuschauer: 34.203 \| \| Schiedsrichterin: Stéphanie Frappart ( Frankreich) (7) \| \| Spielbericht \| | Spanien | Aufstellung England gegen Spanien |
| England                                                   | Hannah Hampton – Lucy Bronze (106. Niamh Charles), Leah Williamson , Jessica Carter, Alex Greenwood – Ella Toone (87. Beth Mead), Keira Walsh, Georgia Stanway (115. Grace Clinton) – Lauren Hemp, Alessia Russo (71. Michelle Agyemang), Lauren James (41. Chloe Kelly) Cheftrainerin: Sarina Wiegman ( Niederlande) | Cata Coll – Ona Batlle, Irene Paredes , Laia Aleixandri, Olga Carmona (106. Leila Ouahabi) – Aitana Bonmatí, Patricia Guijarro, Alexia Putellas (71. Clàudia Pina) – Athenea del Castillo (89. Salma Paralluelo), Esther González (89. Vicky López), Mariona Caldentey Cheftrainerin: Montserrat Tomé | Spanien | Aufstellung England gegen Spanien |
| England                                                   | 1:1 Russo (57.) | 0:1 Caldentey (25.) | Spanien | Aufstellung England gegen Spanien |
| England                                                   | Elfmeterschießen | | Spanien | Aufstellung England gegen Spanien |
| England                                                   | Mead (gehalten) 1:1 Greenwood 2:1 Charles Williamson (gehalten) 3:1 Kelly | 0:1 Guijarro Caldentey (gehalten) Bonmatí (gehalten) Paralluelo (am Tor vorbei) | Spanien | Aufstellung England gegen Spanien |
| England                                                   | Russo (58.), Bronze (59.), Hemp (95.) | | Spanien | Aufstellung England gegen Spanien |
| England                                                   | Der zunächst verwandelte Elfmeter von Mead wurde nach einer Doppelberührung wiederholt. | | Spanien | Aufstellung England gegen Spanien |
| England                                                   | Spielerin des Spiels: Hannah Hampton (England) | | Spanien | Aufstellung England gegen Spanien |
| Finale                                                    | | |         |                                   |
| So., 27. Juli 2025 um 18:00 Uhr in Basel (St. Jakob-Park) | | |         |                                   |
| Zuschauer: 34.203                                         | | |         |                                   |
| Schiedsrichterin: Stéphanie Frappart ( Frankreich) (7)    | | |         |                                   |
| Spielbericht                                              | | |         |                                   |